# Humboldt-Kantate
Die Humboldt-Kantate (MWV D 2), ursprünglicher Titel: Begrüßung, ist ein weltliches Chorwerk von Felix Mendelssohn Bartholdy für Männerchor und Orchester. Das Werk wurde 1828 im Auftrag von Alexander von Humboldt zum Naturforscherkongress in Berlin komponiert und zu dessen Eröffnung im Konzertsaal der Sing-Akademie zu Berlin unter der Leitung des Komponisten uraufgeführt. Der Text stammt von Ludwig Rellstab.

## Gliederung
Mendelssohn setzte mit lediglich 2 Klarinetten, 2 Trompeten, 2 Hörnern, tiefen Streichern und Pauken eine ungewöhnliche Orchesterbesetzung voraus und verzichtete auf hohe Registerstimmen wie Flöten, Oboen oder Violinen. Die Chorbesetzung sieht einen vierstimmigen Männerchor mit vier Solisten vor.
Die rund 25-minütige Kantate ist in sieben Nummern unterteilt:
- Nr. 1: Willkommen! (Soloquartett und Chor) – mit anschliessendem Rezitativ und Arioso (Bass-Solo)
- Nr. 2: Laut tobt des wilden Kampfes Wut (Chor)
- Nr. 3: Halt ein! (Rezitativ Tenor-Solo)
- Nr. 4: Da bricht des Lichtes wunderbare Klarheit (Tenor-Solo)
- Nr. 5: Jetzt wirken und schaffen (Duett und Chor)
- Nr. 6: Und wie der große Bau (Rezitativ Bass-Solo)
- Nr. 7: Ja, segne, Herr (Choral und Chorfuge)

## Rezeption
Die Uraufführung blieb zu Mendelssohns Lebzeiten die einzige; erst 1930 wurde die Kantate zum 91. Naturforscherkongress in Königsberg wieder aufgeführt, worauf bei Breitkopf & Härtel die Partitur gedruckt wurde. Das Werk blieb jedoch weiterhin unbeachtet; 1959 erklang sie noch einmal zum 100. Todestag Humboldts die Regierung der DDR in einer stasibereinigten Textfassung durch Rundfunkchor und -orchester unter Helmut Koch.
2006 erschien beim inzwischen insolventen Musikverlag Saier & Hug eine historisch-kritische Neuedition der Partitur sowie ein Klavierauszug. 2009 spielte das Leipziger Gewandhausorchester unter Riccardo Chailly die Kantate als erstes Berufsorchester ein, die Aufnahme blieb aber unveröffentlicht. Dennoch wurde das Werk in den letzten Jahren vermehrt aufgeführt, u. a. mit Erstaufführungen in Polen (3. April 2009, Nationales Symphonieorchester des Polnischen Rundfunks), den USA (16. Oktober 2004, CUNY Graduate Center) und der Schweiz (17. November 2012, Männerchor St. Johann Basel).